# Лойма
Лойма (біл. Лойма) — персонаж білоруської міфології, лісовий дух, що завжди постає у вигляді огидної жінки, вона живе у лісах та болотах. Найчастіше чіпляється до молодих дівчат, а також викрадає дітей у матерів, підкидаючи замість них своїх виродків, проте, іноді, також, чіпляється й до чоловіків. 

## Опис
Лойма це лісовий дух, що живе у лісах та болотах. Найчастіше постає у вигляді огидної жінки середнього зросту, з зеленим тілом, з довгим розплатаним волоссям, звичайними руками, але з неймовірно великими ногами. В основному чіпляється до молодих дівчат, а також викрадає дітей у матерів, підкидаючи замість них своїх виродків, проте, іноді, також, чіпляється й до чоловіків, а нападає вона на своїх жертв під час процесу прання. Коли Лойма викрадає дітей, вона підкидає матерям замість них своїх виродків, а щоб повернути дитину їм необхідно зібрати осикових прутів, покласти виродка Лойми на заході сонця на порозі будинку і бити його до тих пір, поки дух не прийде за ним, а підміненого віддасть.

## Альтернативна версія
За іншою версією, Лойма постає перед людьми у вигляді прекрасної молодої дівчини, з красивим тілом і охайним волоссям. Вона не викрадає дітей і лише зрідка чіпляється до жінок і молодих дівчат, а замість них вважає за краще «труїти» молодих чоловіків, після важкого дня. Варто було їм прилягти де-небудь на м'якому лузі, як в цей же момент з лісової гущавини приходила ця незвичайної краси дівчина, одурманювала хлопця, а після, розпаливши в чоловіках пристрасть — також швидко зникала.